# Правда (Подільський район)
Пра́вда — село Слобідської селищної громади у Подільському районі Одеської області, Україна. Населення становить 90 осіб.

## Населення
Згідно з переписом УРСР 1989 року чисельність наявного населення села становила 138 осіб, з яких 59 чоловіків та 79 жінок.
За переписом населення України 2001 року в селі мешкало 90 осіб.

### Мова
Розподіл населення за рідною мовою за даними перепису 2001 року:
| Мова       | Відсоток |
| ---------- | -------- |
| українська | 96,67 %  |
| молдовська | 1,11 %   |
| російська  | 1,11 %   |
| інші       | 1,11 %   |